# Rihheri
Rihheri (auch Rihhari, Richer), aus der bairischen Adelsfamilie der Wilhelminer, war von ca. 825 bis 860 Graf im Bairischen Ostland. Seine Grafschaft mit dem Zentrum Steinamanger befand sich im fränkischen Oberpannonien und war ungefähr durch die Flüsse Zöbernbach, Güns, Raab/Rabnitzbach, Pinka und Lafnitz begrenzt.

## Familie
Rihheris Mutter hieß Christina. Sein Vater war einer der Söhne des Toto von Holzen. Sein ältester Bruder war Engilhart. Sein Bruder Ascri war capellanus und unter anderem bei Großschwindau begütert. Rihheri war mit Hiltisnot verheiratet.

## Die Fränkische Grafschaft Steinamanger
Vermutlich wurde er bereits vor 825 mit der Verwaltung der Grafschaft Steinamanger beauftragt, die dem Präfekten des bairischen Ostlandes unterstand. Als Grenzgraf war er für die Verteidigung der ostfränkischen Ostgrenze zum Mährerreich und dem Großbulgarischen Reich zuständig. Das Gebiet war Teil des ehemaligen Awarenreiches das Karl der Große um 800 erobert und in das Frankenreich eingegliedert hatte. Zwischen ca. 805 und 825 bestand noch das den Franken tributpflichtige Awaren-Khaganat zwischen Carnuntum und Steinamanger. Die Einsetzung Rihheris steht daher auch in Zusammenhang mit der Auflösung des Awaren-Khaganats, denn die Verwaltung dieses Gebietes wurde damals unter unmittelbare fränkische Hoheit gestellt.
Kirchlich unterstand die Grafschaft ab 830 der Diözese Salzburg. Die militärische Befehlsgewalt lag aber auch danach bei Rihheri. Außerdem war er als „Bindeglied“ zum Präfekten des bairischen Ostlandes militärisch dem Moosburger Fürsten Pribina formell als „Oberbefehlshaber“ zur Seite gestellt. Daher war es nötig, dass er in Pribinas Fürstentum Privatgut erwarb. Dies geschah auf dem Weg des Tausches und bewirkte, dass umgekehrt der Moosburger Fürst auch Güter in der Grafschaft Rihheris zu Eigen hatte.
Der Sitz seiner Grafschaft befand sich etwas außerhalb des heutigen Stadtgebietes von Steinamanger. Südlich und südöstlich grenzte seine Herrschaft an das Plattensee-Fürstentum von Pribina und Kocel, westlich an die Karantanische Grafschaft, im Norden an die Donaugrafschaft. Vom 15. September 844 stammt die erste und einzige überlieferte urkundliche Nennung der Grafschaft Steinamanger unter dem Grafen Rihheri. Es handelt sich dabei um eine Schenkungsurkunde König Ludwigs des Deutschen an den Priester Dominicus, worin er ihm Güter zu Brunnaron am Zöbernbach, an der Grenze der „Donaugrafschaft“ des ostmärkischen Präfekten Ratpot und der Grafschaft Steinamanger Rihheris, zum Geschenk vermacht.

## Christianisierung
Von Baiern aus wurde zu jener Zeit aus eine umfassende Christianisierung der ehemaligen Awarengebiete durchgeführt. In kirchlicher Hinsicht unterstand Rihheris Grafschaft dem Bischof von Salzburg. Vor 830 ist in der Grafschaft höchstens ein Presbyter anzunehmen. 830 legte König Ludwig der Deutsche im Zuge einer kirchlichen Reorganisation die Raab als kirchliche Grenze zwischen Salzburg (südlich der Raab) und Passau (nördlich der Raab) fest. Danach unterstand die Grafschaft dem Presbyter des Plattensee-Fürstentums, dessen Priester Dominicus in der Steinamanger-Grafschaft bei Brunnaron ausgestattet wurde. Nach dem Tod des Dominicus dürfte die Grafschaft einen eigenen Diakon bekommen haben dem die Priester der einzelnen Kirchen unterstanden. In Rihheris Grafschaft entstanden, vorwiegend in der Zeit zwischen 850 und 879, höchstwahrscheinlich die ersten Kirchen, meist Salzburgischer Patronanz, von Pilgersdorf („Ecclesia Minigonis“), Pinkafeld („Ecclesia Erinperti prespyteri“), Meszlen, Kukmirn, Prostrum, St. Rupprecht, Ussitin, Businiza, Sabaria, Ablanza und möglicherweise St. Veit.

## Amtsenthebung
In den späten 850er Jahren geriet Rihheri zwischen die Fronten in den kriegerischen Auseinandersetzungen zwischen König Ludwig dem Deutschen und seinem Sohn Karlmann. Im Jahre 860 wurde Rihheri durch den neuen Präfekten des Ostlandes Karlmann seines Amtes enthoben. Er gehörte damit zu einer Reihe von Grafen, die Ludwig eingesetzt hatte, und die sein Sohn Karlmann zwischen 857 und 860 durch eigene Gefolgsleute ersetzte. Der König hingegen versuchte durch umfangreiche Schenkungen an die Reichskirche seine Position zu stärken. Am 20. November 860 schenkte Ludwig die Stadt Steinamanger der Erzdiözese Salzburg. Rihheri zog sich nach seiner Absetzung ins Exil zurück. Sein Nachfolger als Graf in Steinamanger wurde Odalrich.